# Hacıköseler, Yenipazar
Hacıköseler là một xã thuộc huyện Yenipazar, tỉnh Aydın, Thổ Nhĩ Kỳ. Dân số thời điểm năm 2010 là 429 người.